# Exposition universelle et internationale (1935)
Exposition Universelle et Internationale de Bruxelles var en verdensudstilling afholdt i Bruxelles, Belgien, fra 27. april til 6. november 1935. Udstillingen fejrede 50 års jubilæet for etableringen af Fristaten Congo. 
Udstillingsområdet dækkede et område på 152 hektar. 25 lande deltog i udstillingen og den havde omkring 20 millioner besøgende. 
| Historie | Spire Denne historieartikel er en spire som bør udbygges. Du er velkommen til at hjælpe Wikipedia ved at udvide den. |

50°53′50″N 4°20′21″Ø / 50.8972°N 4.3392°Ø